# Muhammad al-Mahdi as-Senussi
Muhammad Al Mahdi bin Sayyid Muhammad es Senussi (en árabe: محمد المهدي بن سيدي محمد السنوسي‎), también conocido como Sayyid Muhammad ibn Muhammad ibn Muhammad al-Mahdi Ali al-Sanusi, (Al Baida, 1844 - Kufra, 1902) fue el líder supremo de la orden sufí de los sanusíes entre 1859 hasta su muerte en 1902 en Libia.

## Juventud
Muhammad Al-Mahdi era hijo del fundador de la Orden de los Sanusíes, Muhammad ibn Ali as-Senussi. Nació en la ciudad de Al Baida, en el norte de Cirenaica, actual noreste de Libia en 1844, Sucedió a su padre como líder tras su muerte en 1859. La interferencia otomana había obligado a los sanusíes a abandonar la ciudad costera de Al Baida para trasladarse al remoto oasis de Al Jaghbub en 1856, donde construyeron una universidad islámica, una mezquita y un palacio. El futuro líder libio, el rey Idris, nació allí.

## Kufra
En 1895, tras la interferencia de los otomanos, Al-Mahdi se trasladó de nuevo, mucho más al sur, al oasis de Kufra, en la subregión del desierto libio del Sáhara. No obstante, el sultán otomano Abdul Hamid II envió en dos ocasiones a su ayudante de campo, Azmzade Sadik El Mueyyed, a reunirse con el jeque Senussi para tratar de mejorar las relaciones entre los dos y contrarrestar la pujanza de Europa Occidental en África. En Kufra, Al-Mahdi fundó la aldea de El Tag (en español, «corona»), en una colina sobre el oasis, con una zauía y una mezquita. Su tumba se encuentra allí, lo que convierte a El Tag en un lugar sagrado para la orden de los sanusíes.

## Orden de los sanusíes

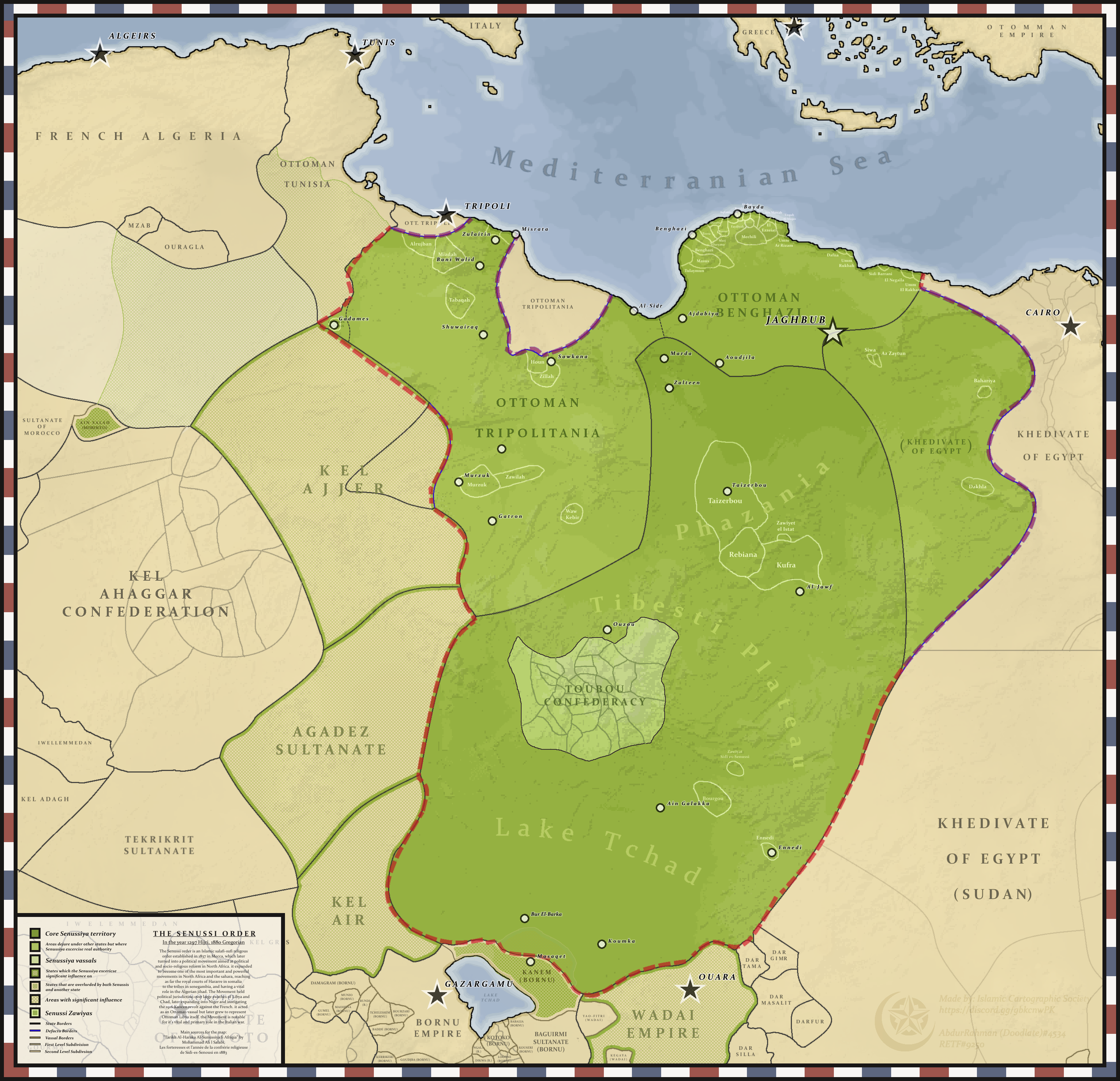
Extensión de la orden de los sanusíes bajo Muhammad al-Mahdi as-Senussi

Bajo el liderazgo de Al-Mahdi, la orden llegó a la cima de su influencia y se expandió, construyendo sus zauias donde había agua y pastos disponibles, y extendiéndose hacia el sur hasta la región de Ouaddaï y el lago Chad. El oasis de Kufra se convirtió en el centro comercial de las regiones desérticas circundantes, con caravanas procedentes del Sahel y el Magreb. Los comerciantes y sus caravanas llevaron el islam senussi a zonas remotas, como las regiones de Darfur y Kanem, más allá del norte de África sahariana.